# USS Laboon (DDG-58)
El USS Laboon (DDG-58) es un destructor de la clase Arleigh Burke en servicio con la Armada de los Estados Unidos. Fue puesto en gradas en 1992, botado en 1993 y asignado en 1995.

## Construcción
Construido por el Bath Iron Works, fue puesto en gradas el 23 de marzo de 1992, botado el 20 de febrero de 1993 y asignado el 18 de marzo de 1995. Fue bautizado USS Laboon en honor al capitán John F. Laboon.

## Historial de servicio

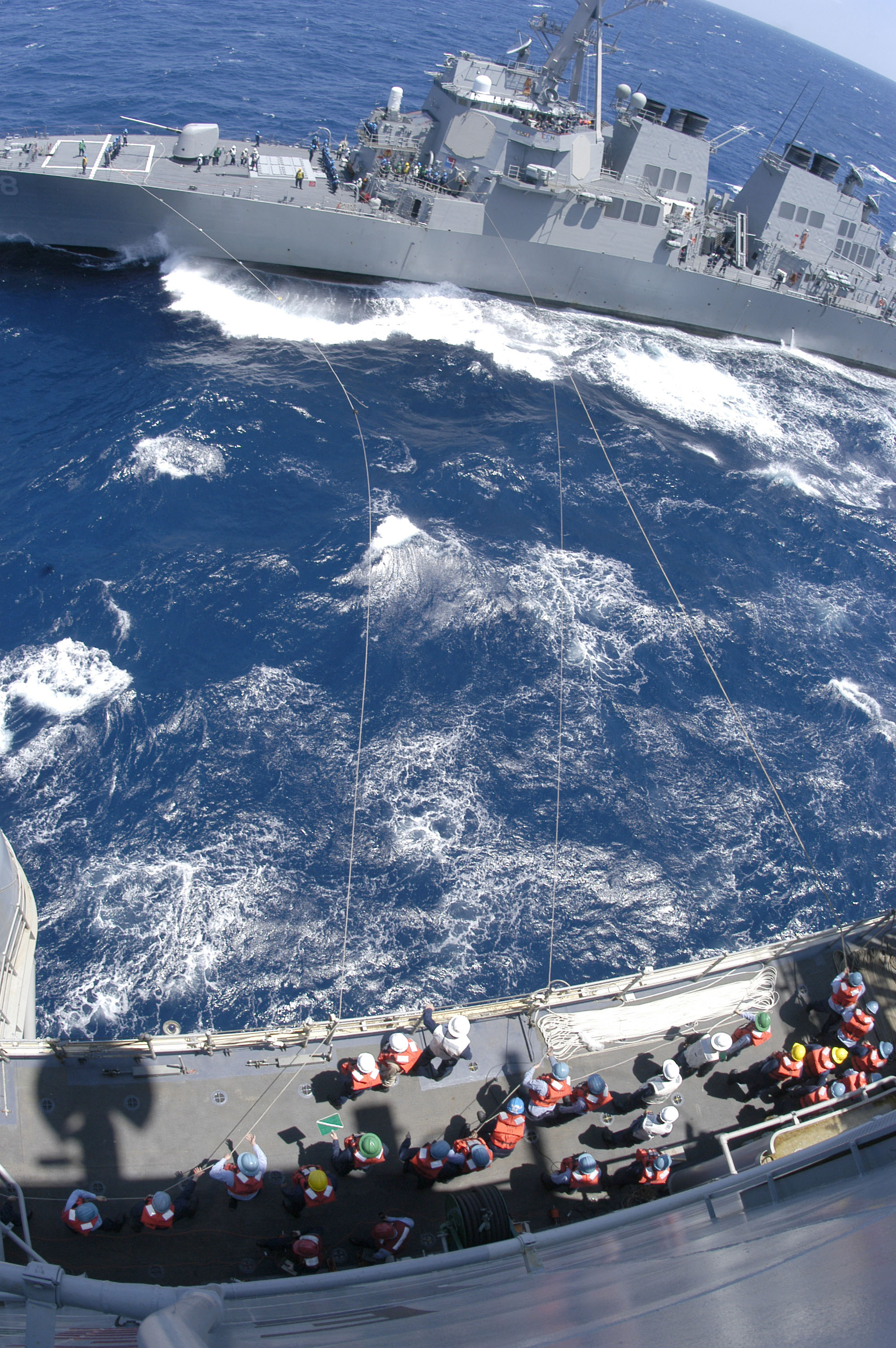
El USS Laboon (DDG-58) abarloándose con el USS Bataan (LHD-5), año 2005.

En 1996 el USS Laboon disparó misiles de crucero Tomahawk a Irak convirtiéndose en el primer destructor de la clase Arleigh Burke en entrar en acción.
El destructor realizó despliegues a Oriente Medio en apoyo a las operaciones Southern Watch y Enduring Freedom.
El 14 de octubre de 2023, poco después de iniciarse la Guerra Israel-Gaza de 2023, el secretario de Defensa de Estados Unidos, Lloyd Austin, dirigió al Dwight D. Eisenhower y su grupo de ataque de portaaviones, que incluye el crucero Philippine Sea, junto con el Laboon y los destructores gemelos Mason y Gravely, hacia el Mediterráneo oriental en respuesta a la guerra de Israel contra Hamás. Este fue el segundo grupo de ataque de portaaviones que se envió a la región en respuesta al conflicto, después del Gerald R. Ford y su grupo, que fue enviado sólo seis días antes.
El 23 de diciembre de 2023, mientras patrullaba en el sur del Mar Rojo, el USS Laboon derribó cuatro drones de ataque  que se originaban en áreas controladas por los rebeldes hutíes respaldados por Irán en Yemen y se dirigían hacia el Laboon.
Posteriormente, el 14 de enero de 2024, se disparó un misil antibuque en dirección contra el Laboon desde una parte de Yemen controlada por los hutíes, según CENTCOM.